# Eduard Moritz von Flies

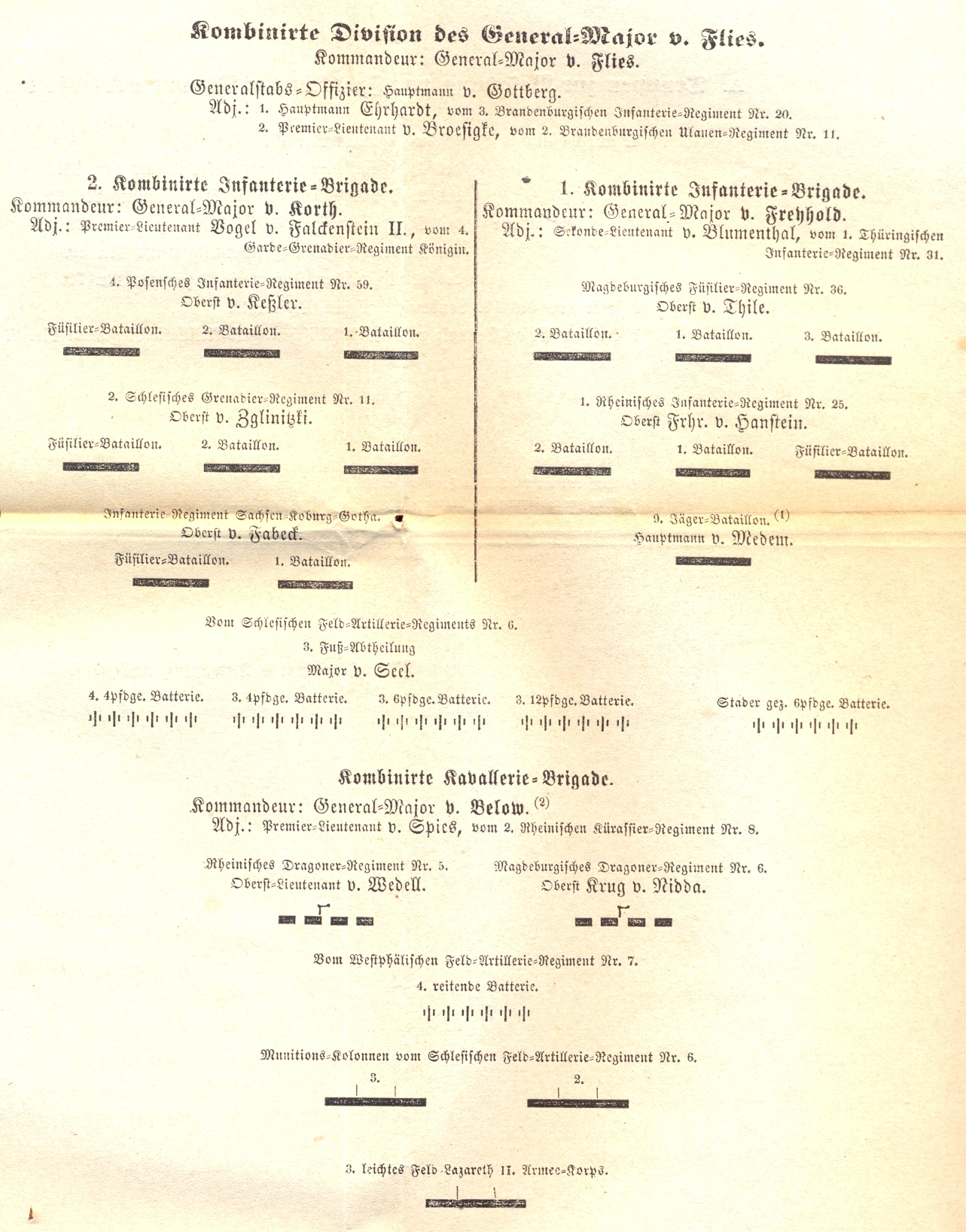
Đội hình của Sư đoàn Tổng hợp Flies

Eduard Moritz Flies, sau năm 1864 là von Flies (25 tháng 8 năm 1802 – 10 tháng 12 năm 1886) là một sĩ quan quân đội Phổ, được thăng đến cấp Trung tướng. Trong cuộc Chiến tranh Bảy tuần năm 1866, ông chỉ huy một Sư đoàn Tổng hợp trong Binh đoàn Main của Phổ. Trong Chiến dịch Main, ông đã phát động cuộc tấn công hấp tấp vào một lực lượng đông hơn nhiều của Hanover tại Langensalza vào ngày 27 tháng 6, dẫn đến một thất bại thê lương của quân Phổ. Nhà sử học quân sự Hoa Kỳ Robert Michael Citino coi đợt tấn công của Flies là "một trong những cuộc tấn công trưc diện vô nghĩa nhất trong lịch sử quân sự". Hai ngày sau, quân đội Hanover đầu hàng các lực lượng Phổ do thiếu hụt lương thảo và bị áp đảo về quân số.
Vào ngày 23 tháng 7 năm 1866, một số đơn vị thuộc sư đoàn của ông đánh bại quân Baden trong trận Hundheim, buộc quân Baden rút lui về sông Tauber. Quân của ông cũng đánh chiếm Wertheim nhanh chóng trong ngày 24 tháng 7. Ngoài ra, sư đoàn dưới quyền ông còn tham gia trong trận Helmstadt, Roßbrunn và Uettingen, khi mà Binh đoàn Main do Edwin von Manteuffel chỉ huy đánh tan các lực lượng Bayern.